# AC Nakuru
El AC Nakuru es un equipo de fútbol de Kenia que juega en la Primera División de Kenia, la segunda liga de fútbol más importante del país.

## Historia
Fue fundado en el año 1995 en la ciudad de Naivasha con el nombre Oserian Fastac, que se debía al patrocinador, la Oserian Flower Farm, el cual ha ganado el título de liga en dos ocasiones, ambas de manera consecutiva, pero se vieron forzados a desaparecer para solventar las deudas del equipo.
Para el año 2004, el equipo regresó con el nombre AC Nakuru, y logró su regreso a la Liga Keniana de Fútbol en la temporada 2011.
Posee una fuerte rivalidad con el Karuturi Sports, con quien escenifican el llamado Derby de Naivasha.
Internacionalmente ha participado en 2 torneos continentales, su mejor intervención  ha sido en la Copa CAF 2001, en la cual fue eliminado en la segunda ronda por el Étoile du Sahel de Túnez.

## Palmarés
- Liga Keniana de Fútbol: 2

2001, 2002

## Participación en competiciones de la CAF
| Temporada | Torneo                      | Ronda      | Club               | Casa | Visita | Global  |
| --------- | --------------------------- | ---------- | ------------------ | ---- | ------ | ------- |
| 2001      | Copa CAF                    | 1          | Arabica FC Kirundo | 2-1  | 3-1    | 5-2     |
| 2001      | Copa CAF                    | 2          | Étoile du Sahel    | 4-2  | 0-2    | 4-4 (a) |
| 2002      | Liga de Campeones de la CAF | Preliminar | Mebrat Hail        | 1-0  | 2-1    | 3-1     |
| 2002      | Liga de Campeones de la CAF | 1          | Al-Ahly            | 0-0  | 1-2    | 1-2     |